# Đổng Ngạch
Đổng Ngạch (tiếng Mãn: ᡩᠣᠩᡤᡝ, Möllendorff: dongge, tiếng Trung: 董额; bính âm: Dǒngé, 1647 – 1706), là một Hoàng thân thuộc 1 trong 12 Thiết mạo tử vương của nhà Thanh trong lịch sử Trung Quốc.

## Cuộc đời
Đổng Ngạch sinh vào giờ Thân, ngày 5 tháng 1 (âm lịch) năm Thuận Trị thứ 4 (1647), trong gia tộc Ái Tân Giác La. Ông là con trai thứ bảy của Dự Thông Thân vương Đa Đạc, em trai của Dự Tuyên Hoà Thân vương Đa Ni. Mẹ ông là Trắc Phúc tấn Đông Giai thị.
Năm Thuận Trị thứ 18 (1661), ông được phong Bối lặc. Năm Khang Hi thứ 13 (1674), ông được phong Định Tây Đại tướng quân, thảo phạt phản tướng Vương Phụ Thần (王辅臣). Ông phái thuộc cấp là Mai Lặc Ngạch Chân Hách Nghiệp (赫业) thủ vệ Phượng Tường, còn tự mình suất quân đóng giữ Tây An. Triều đình ra lệnh tiến vào chiếm giữ Lan Châu, ông không lập tức tiến hành, Khang Hi Đế lại hạ lệnh nghiêm thủ sản đạo.
Vương Phụ Thần phái quân phá cầu, chặt đứt sản đạo. Triều đình hạ chỉ yêu cầu ông tạm hoãn lại, nhưng ông vẫn hứng thú công hạ Bình Lương và Tần Châu. Ông tiến quân tấn công Tần Châu, đánh đuổi quân địch về phía tây, chiếm được Thanh Thủy và thu thập đất đai của dân tộc Khương. Sau đó phái An Tây Tướng quân Mục Chiêm tấn công Củng Xương và Lan Châu. Sau đó, cùng với các tướng Tất Lực Khắc Đồ, A Mật Đạt, hội quân tiến đánh Bình Lương, nhưng nhiều ngày không thể đánh hạ.
Năm thứ 15 (1676), Đại học sĩ Đồ Hải được lệnh đến coi quân, ông được phong Cố Sơn Ngạch chân, nghe Đồ Hải chỉ huy. Năm thứ 16 (1677), tháng 2, ông bị đoạt đi tước vị Bối lặc.
Năm thứ 31 (1692), ông được phong Chính Lam kỳ Cố Sơn Ngạch chân (tức Đô thống). Năm thứ 41 (1702), chất nhi là Ngạc Trát qua đời, đến năm thứ 42 (1703), ông được thừa tập tước vị Tín Quận vương (信郡王). Năm thứ 45 (1706), ngày 25 tháng 6 (âm lịch), giờ Dần, ông qua đời, thọ 60 tuổi. Tước vị sẽ do Đức Chiêu, con trai của Ngạc Trát thế tập.

## Gia quyến

### Thê thiếp
- Đích Phúc tấn: Bác Nhĩ Tế Cát Đặc thị (博爾濟吉特氏), con gái của Nội đại thần Ngạch Nhĩ Khắc Đại Thanh (額爾克岱清) – con trai của Hòa Thạc Đoan Thuận Công chúa Tôn Đại, và là hôn phu của Quận chúa – Đích trưởng nữ của Tế Nhĩ Cáp Lãng.
- Thứ Phúc tấn:
  - Hách Xá Lý thị (赫舍里氏), con gái của Tắc Lặc (塞勒).
  - Phú Sát thị (富察氏), con gái của Phú Hàn (富翰).
- Thứ thiếp:
  - Vương thị (王氏), con gái của Vương Đạt Ngọc (王达玉).
  - Vương thị (王氏), con gái của Vương Nhĩ (王迩).
  - Vương thị (王氏), con gái của Tắc Lặc (塞勒).
  - Hách Xá Lý thị (赫舍里氏), con gái của An Đạt (安达).
  - Y Nhĩ Căn Giác La thị (伊爾根覺羅氏), con gái của Thác Mục Bố Lộc (托穆布禄).
  - Tống thị (宋氏), con gái của Tống Sơn (宋山).
  - Ngô Tô thị (烏蘇氏), con gái của Tang Cách (桑格).
  - Tống thị (宋氏), con gái của Đạt Lại (达赖).
  - Vương thị (王氏), con gái của Tam Cách (三格).
  - Hách Xá Lý thị (赫舍里氏), con gái của Nhã Cổ (雅古).
  - Qua Nhĩ Giai thị (瓜尔佳氏), con gái của Tác Khố (索库).
  - Tát Khắc Hãn thị (薩克察氏), con gái của Đạt Hô Tha (達呼他).

### Con trai
1. Ngạc Tề Lễ (鄂齐礼; 1665 – 1739), mẹ là Đích Phúc tấn Bát Nhĩ Tế Cát Đặc thị. Được phong làm Phụng quốc Tướng quân (奉国将军). Có mười bảy con trai.
2. Ngạc Kỳ (鄂奇; 1668 – 1673), mẹ là Đích Phúc tấn Bát Nhĩ Tế Cát Đặc thị. Chết yểu.
3. Đô Lễ (都礼; 1671 – 1692), mẹ là Đích Phúc tấn Bát Nhĩ Tế Cát Đặc thị. Vô tự
4. Xước Mộc Tể (绰木济; 1671 – 1751), mẹ là Thứ Phúc tấn Hách Xá Lý thị. Làm tới chức Tông học Phó tổng quản (宗學副管). Có bốn con trai.
5. A Nhĩ Thản (阿尔坦; 1672 – 1742), mẹ là Thứ thiếp Hách Xá Lý thị (con gái của An Đạt). Có năm con trai.
6. Đắc Danh (得名; 1674 – 1675), mẹ là Đích Phúc tấn Bát Nhĩ Tế Cát Đặc thị. Chết yểu.
7. Y Lâm (伊林; 1674 – 1722), mẹ là Thứ thiếp Y Nhĩ Căn Giác La thị. Được phong làm Tam đẳng Thị vệ, nhưng sau bị đoạt chức. Có sáu con trai.
8. Thành Châu (成珠; 1675 – 1680), mẹ là Thứ thiếp Tống thị (con gái của Đạt Lai). Chết yểu.
9. Trát Lục (扎录; 1678 – 1742), mẹ là Thứ thiếp Ô Tô thị. Làm tới chức Tông học Phó tổng quản (宗學副管). Có bảy con trai.
10. Trát Lặc Minh (扎勒明; 1680 – 1682), mẹ là Thứ thiếp Ô Tô thị. Chết yểu.
11. Ái Tinh A (爱星阿; 1686 – 1688), mẹ là Thứ Phúc tấn Phú Sát thị. Chết yểu.
12. Tra Lại (查赖; 1686 – 1701), mẹ là Thứ thiếp Ô Tô thị. Chết trẻ.
13. Chương Cách (彰格; 1689 – 1737), mẹ là Thứ thiếp Vương thị (con gái của Tắc Lặc). Làm tới chức Đề đốc. Có sáu con trai.
14. Trát Khắc Thản (扎克坦; 1689 – 1690), mẹ là Thứ thiếp Tát Khắc Hãn thị. Chết yểu.
15. Ba Thái (巴泰; 1691 – 1693), mẹ là Thứ Phúc tấn Phú Sát thị. Chết yểu.
16. Tra Khố Tề (查库齐; 1696 – 1751), mẹ là Thứ Phúc tấn Phú Sát thị. Được phong làm Phụng quốc Tướng quân (奉国将军), nhưng sau bị đoạt tước. Có bảy con trai.
17. Vụ Dụ Tề (务裕齐; 1698 – 1702), mẹ là Thứ Phúc tấn Phú Sát thị. Chết yểu.
18. Chuyên Tề (专齐; 1698 – 1699), mẹ là Thứ thiếp Vương thị (con gái của Tắc Lặc). Chết yểu.